# Puente del Diablo (Arda)
El puente del Diablo (en búlgaro: Дяволски мост, Dyavolski most, lit. 'puente del Diablo'; en turco: Şeytan Köprüsü) es un puente búlgaro del siglo XVI construido en arco con mampostería de piedra. Cruza el río Arda en un estrecho desfiladero en las montañas Ródope. Se encuentra a 10 km de la ciudad de Ardino y es parte de la antigua carretera que conectaba las tierras bajas de Tracia con la costa norte del mar Egeo.
El puente fue reconstruido entre 1515 y 1518 por el maestro búlgaro Dimitar. Cuenta la leyenda que el puente fue construido por los romanos para unir el mar Egeo y la región de Tracia en Bulgaria. El puente, el más grande y más conocido de su tipo en los Ródopes, mide 56 m  de largo y tiene tres arcos, pero también presenta agujeros con pequeños arcos de medio punto para leer el nivel del agua. El Dyavolski most mide 3,5 m  de ancho y su arco principal tiene 11,50 m de altura. A los lados se conserva un parapeto de piedra de 12 cm de altura y se dispone tajamares frente a la corriente.
La ruta de senderismo internacional de larga distancia Sultans Trail pasa por el puente en el tramo desde Ardino a Kardzhali.
El puente fue proclamado monumento de la cultura el 24 de febrero de 1984. Según recientes noticias, Bulgaria tiene la intención de proponer su candidatura para ser Patrimonio de la Humanidad.

## Galería de imágenes

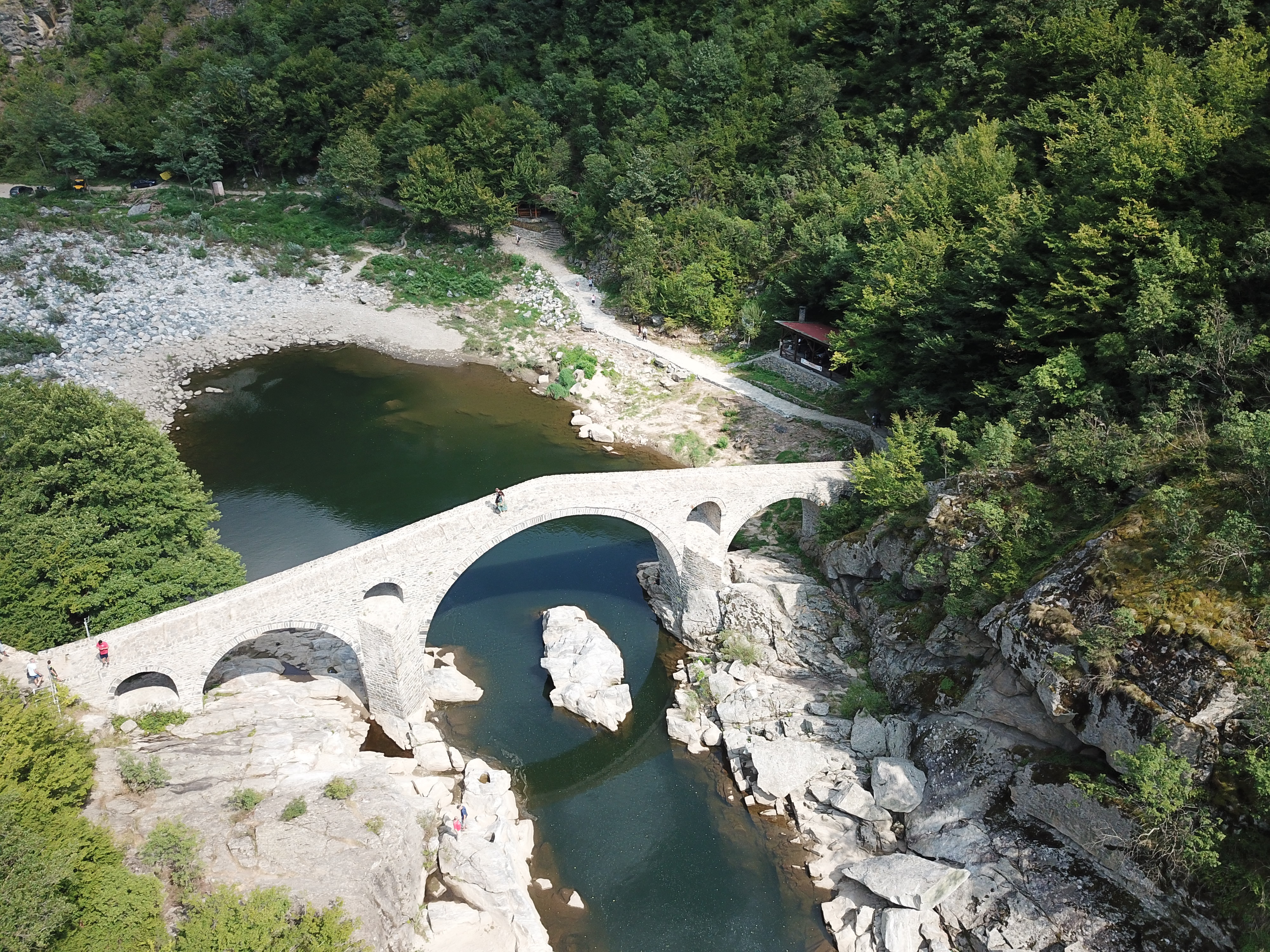
Vista elevada del puente del Diablo
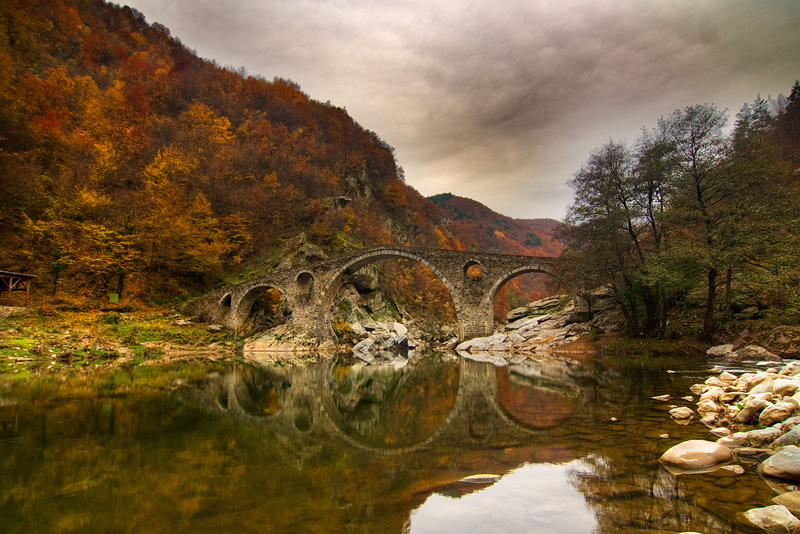
Puente del Diablo en otoño
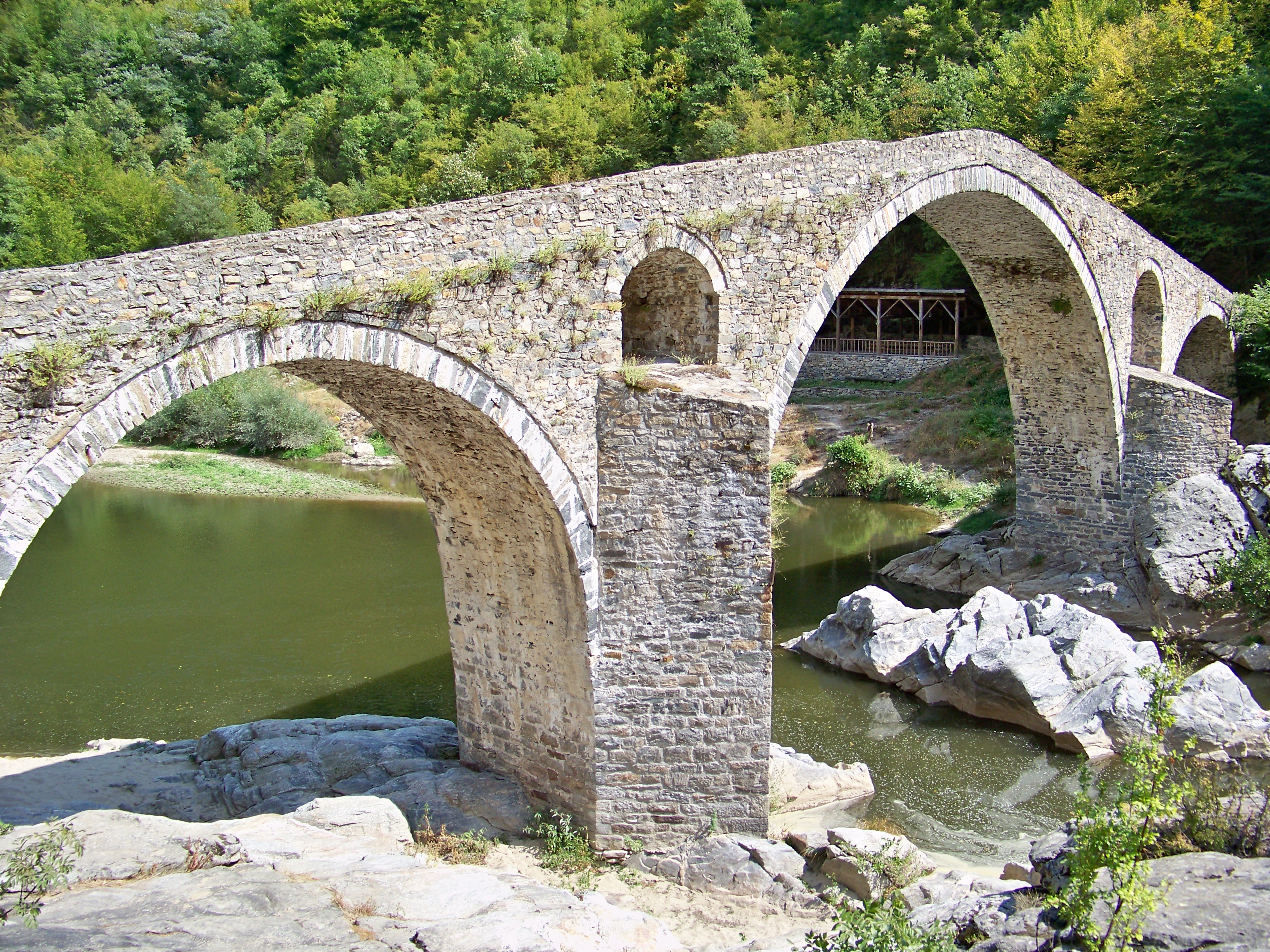
Vista en escorzo del puente
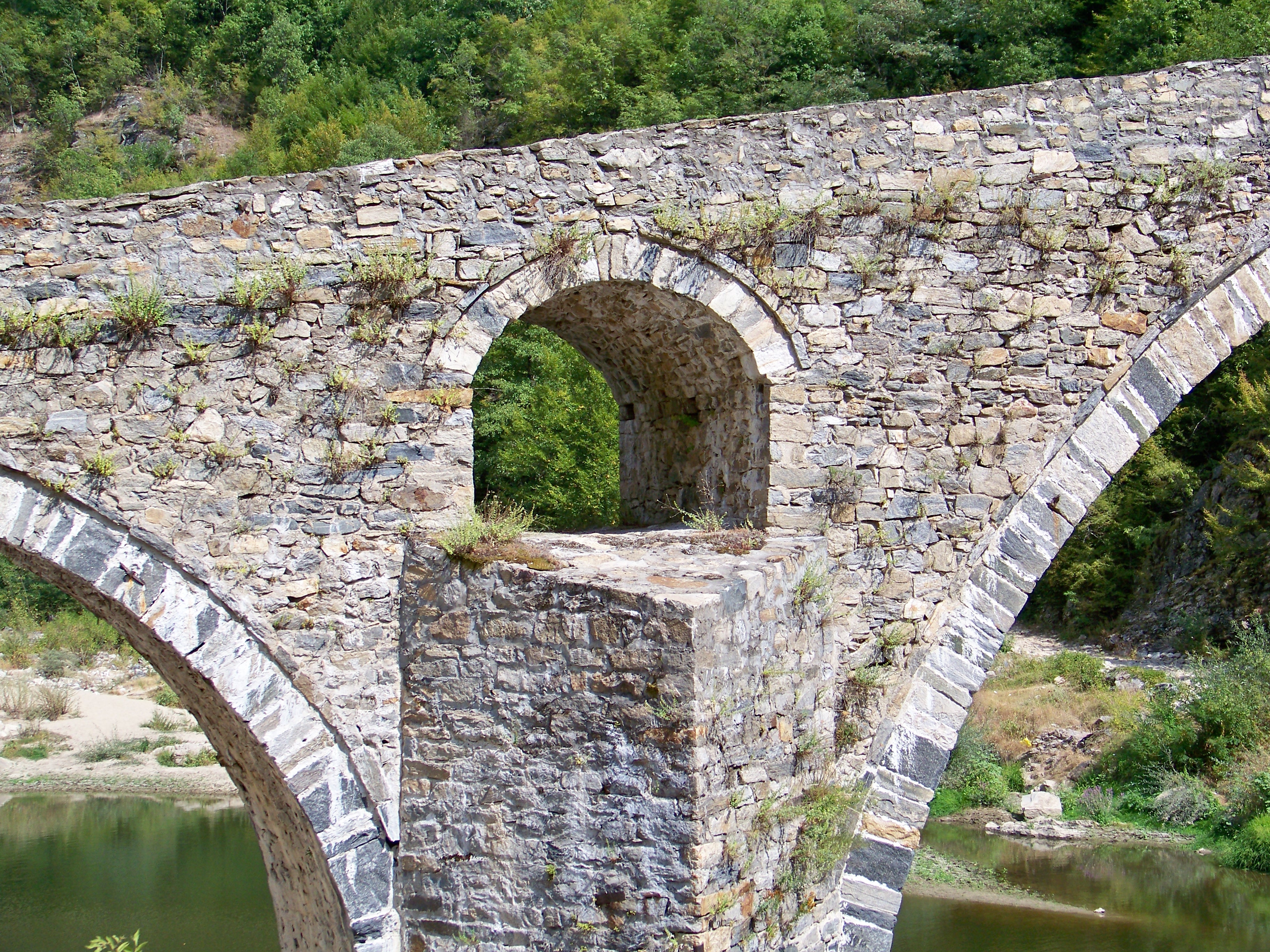
Detalle del tajamar
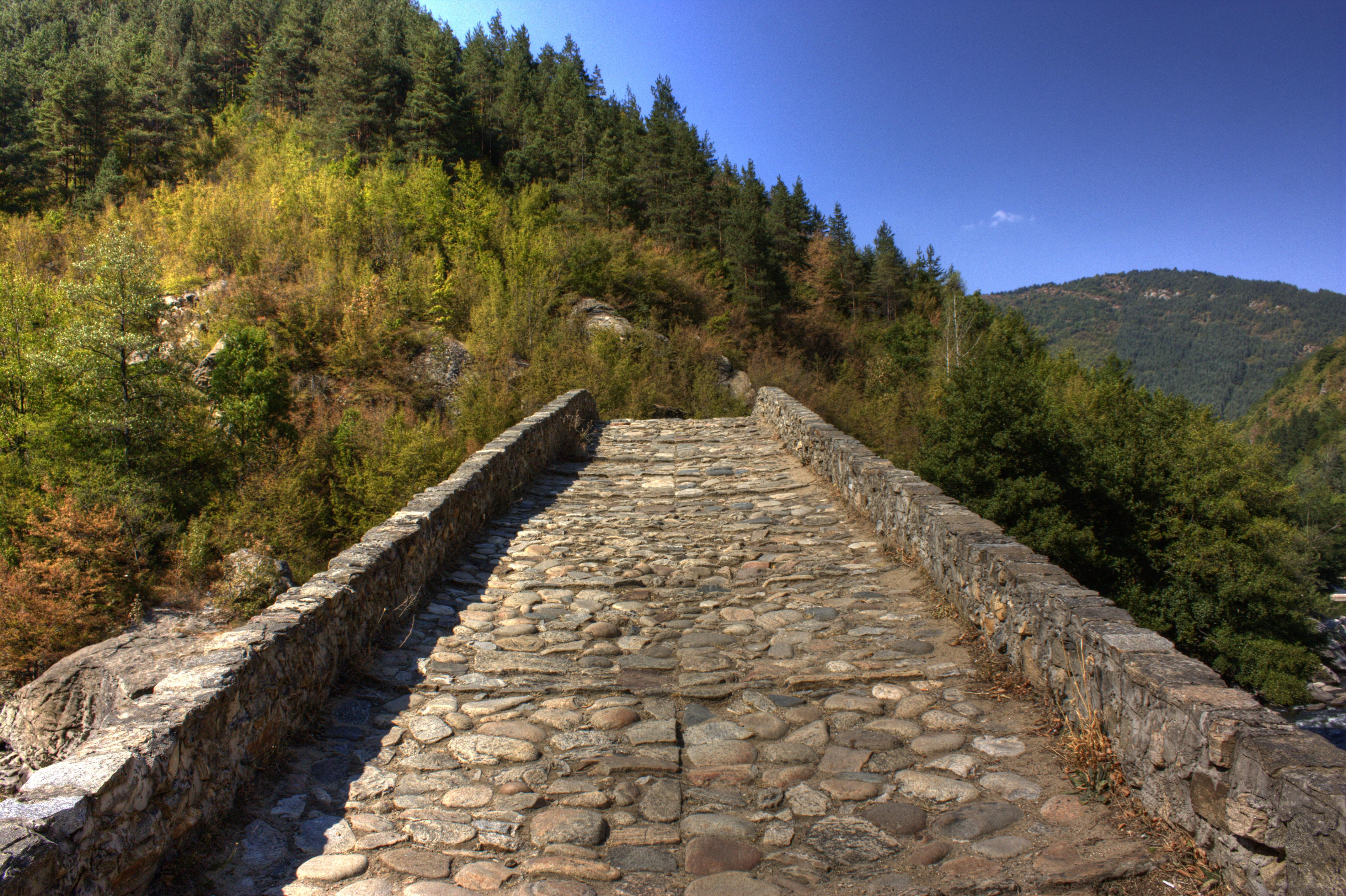
Vista de la calzada